# SK Mat & Människor

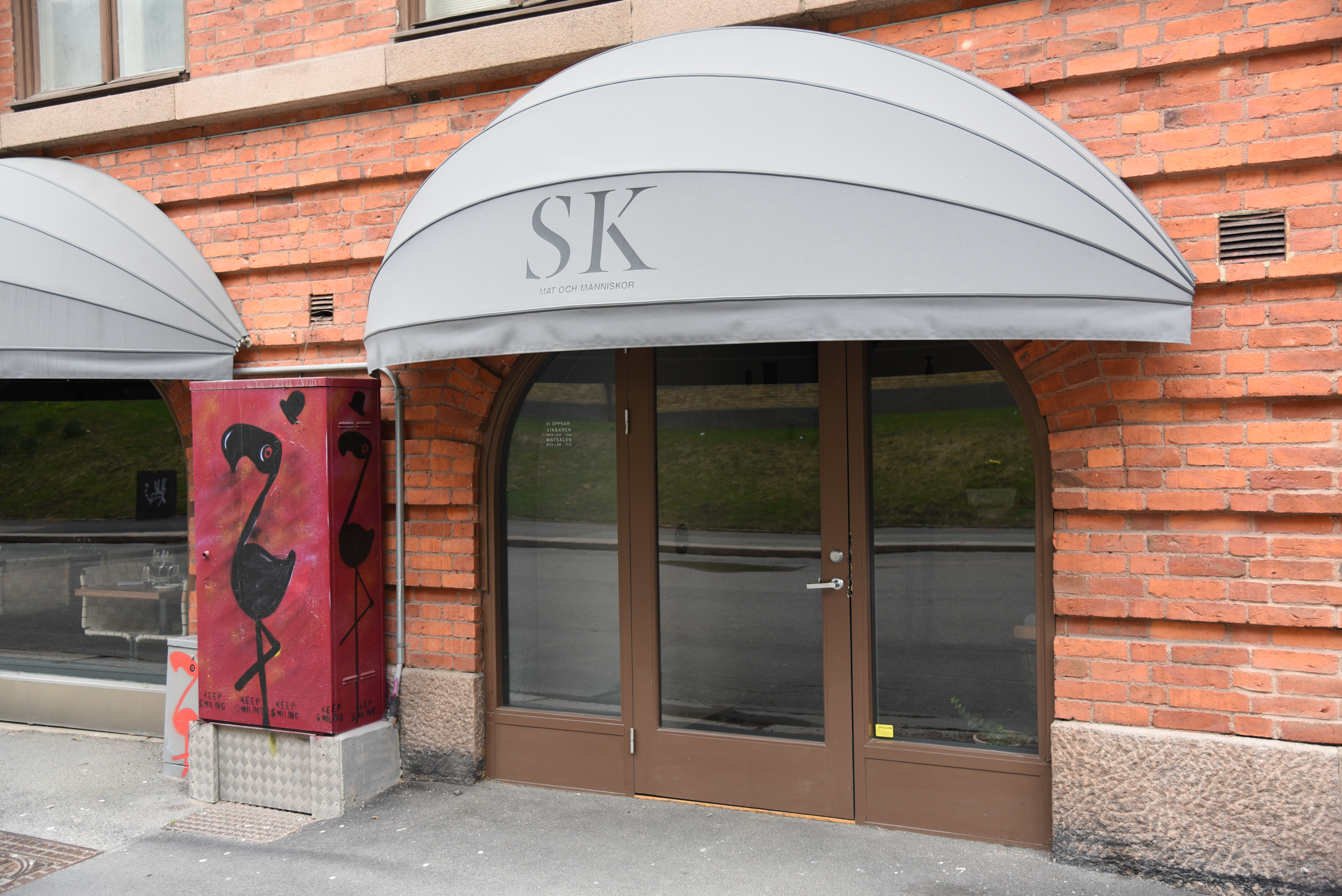
Restaurang SK Mat & Människor.

SK Mat & Människor är en restaurang på Johannebergsgatan 24 i stadsdelen Lorensberg i Göteborg.
SK Mat & Människor öppnade i april 2014 och drivs av Stefan Karlsson, vars initialer återfinns i krognamnet. Till sin hjälp har han kökschefen och Årets kock 2019, Martin Moses. Restaurangen har plats för 60 sittande. Man serverar mellanrätter baserade på svenska- och säsongsbundna råvaror i form av avsmakningsmenyer och à la carte. I februari 2015 tilldelades restaurangen en stjärna i Michelinguiden.